# Čchen Maj-pching
Čchen Maj-pching (čínsky pchin-jinem Chén Màipíng, znaky tradiční 陳邁平, * 4. listopadu 1952 v provincii Ťiang-su). Je spisovatel a překladatel z angličtiny a ze švédštiny, publikuje povídky a eseje pod jménem Wan-č’ (Wan Zhi).
Podílí se na vydávání literárního časopisu Ťin-tchien (Jintian, „Dnešek“), který spoluzakládal v ČLR koncem roku 1978 jako samizdat a po roce 1989 se účastnil jeho obnovy v exilu. Do potlačení Pekingského jara byl Ťin-tchien nejvýznamnější základnou nezávislé literatury a umění konce sedmdesátých let v ČLR.
Čchen Maj-pching se r. 1986 vystěhoval z ČLR, žije ve Švédsku a je viceprezidentem a zároveň generálním tajemníkem Nezávislého čínského PEN klubu.